# Шеров Олександр Борисович
Олександр Борисович Шеров (9 грудня 1982, м. Біла Церква, Київська область — 7 березня 2022 смт Макарів, тепер Бучанського району Київської області) — український військовик, старший лейтенант Збройних Сил України, учасник російсько-української війни, що загинув у ході російського вторгнення в Україну у 2022 році.

## Життєпис
Олександр Шеров народився 9 грудня 1982 року в місті Біла Церква Київської області. Після закінчення загальноосвітньої школи та військового закладу освіти ніс військову службу офіцером. З початком війни на сході України в 2014 році неодноразово перебував на Донбасі в складі АТО та ООС. З початком повномасштабного російського вторгнення в Україну старший лейтенант перебував на передовій у складі 95-тої окремої десантно-штурмової бригади. Загинув Олександр Шеров вранці 7 березня 2022 року внаслідок авіаудару в боях на Київщині. Чин прощання із загиблим проходив 13 березня у рідному селі Тетерівської сільської громади на Житомирщині. Разом із ним поховали земляків — старшину Олександра Раковського та старшого солдата Тараса Іваницького, які загинули разом.

## Нагороди
- Орден «Богдана Хмельницького» III ступеня (2022, посмертно) — за особисту мужність і самовіддані дії, виявлені у захисті державного суверенітету та територіальної цілісності України, вірність військовій присязі[4].